# Krai de Azov-Mar Negro
O krai de Azov-Mar Negro (em russo:  Азово-Черноморский край, transl. Azovo-Chernomorskiy krai) foi um dos primeiros krais da RSFS da Rússia da União Soviética. Foi formada em 10 de janeiro de 1934 a partir do krai do Cáucaso Norte, compreendendo os territórios atuais da Adigueia, Krasnodar e Rostov. De acordo com o Censo da União de 1937, tinha população de 5 601 759 habitantes. Em 13 de setembro de 1937 foi dividido no krai de Krasnodar e no oblast de Rostov.